# Новгородская бухта
Новгоро́дская бу́хта — залив в Приморском крае России, в заливе Посьета, к востоку от бухты Экспедиции. Площадь поверхности — 31,7 км²..

## История
Бухта была открыта в 1854 году экипажем фрегата «Паллада». Описана в июне 1859 года экспедицией подполковника К. Ф. Будогосского и экипажем пароходо-корвета «Америка». Название бухте дал Н. Н. Муравьёв-Амурский. В 1860 здесь был основан пост Новгородский.

## География
В северный берег Новгородской бухты, между мысом Шелеха и мысом Усольцева, вдаётся несколько бухт, из которых важное значение имеют бухты Постовая и Порт-Посьет. Южным берегом Новгородской бухты является полуостров Краббе, который соединён с материком узким и низким перешейком. Южный берег выше северного, из него в бухту выступают низкие песчаные мысы и косы.
Длина бухты почти 12 км, ширина в западной узкой части 1 — 1,5 км. В восточной расширяется до 4 км. Глубины в западной части превышают 10 м, но в широкой восточной части средняя глубина не более 3 м. Вследствие мелководности хорошо прогревается. В восточной части побережье во многих местах топкое, из ила, грязи, покрыто выброшенными на берег водорослями.